# Приполярне сільське поселення
Приполя́рне сільське поселення (рос. Приполярное сельское поселение) — сільське поселення у складі Березовського району Ханти-Мансійського автономного округу Тюменської області Росії.
Адміністративний центр та єдиний населений пункт — селище Приполярний.
Населення сільського поселення становить 1066 осіб (2017; 1305 у 2010, 1162 у 2002).